# Olivier Boulnois
Pour les articles homonymes, voir Boulnois.
Olivier Boulnois, né le 10 août 1961 à Fontenay-aux-Roses, est un philosophe français, spécialiste de Duns Scot, de saint Augustin et plus généralement de philosophie médiévale.
Il est directeur d'études à l'École pratique des hautes études et professeur associé à l'Institut catholique de Paris, où il enseigne la religion et la philosophie chrétienne au Moyen Âge.

## Biographie
Olivier Boulnois a fait ses études secondaires au lycée Lakanal à Sceaux. Après une hypokhâgne, une khâgne au lycée Henri-IV (Paris), puis une seconde khâgne au lycée Condorcet, il entre en 1981 à l’École normale supérieure. Il s’oriente vers des études de philosophie à l’université Paris IV, obtient l’agrégation en 1984. Sa thèse, soutenue en 1987 à l’université de Poitiers, intitulée Jean Duns Scot : Sur la connaissance de Dieu et l'univocité de l'étant, et publiée aux Presses universitaires de France, en 1988, le conduit à occuper des fonctions universitaires à Nantes et à l’École pratique des hautes études (Paris, Sorbonne), où il est actuellement directeur d’études. En 1995, il est nommé membre junior de l'Institut universitaire de France pour 5 ans.

## Récompenses
En 2008, il a reçu le grand prix de philosophie de l'Académie française pour son ouvrage Au-delà de l'image et l'ensemble de son œuvre.
En 2020-2021, il a été élu titulaire de la Chaire Étienne Gilson.

## Publications
- Duns Scot : sur la connaissance de Dieu et l'univocité de l'étant, Paris, PUF, 1988.
- Pic de la Mirandole : œuvres philosophiques, Paris, PUF, 1993 (en collaboration avec G. Tognon).
- La puissance et son ombre : de Pierre Lombard à Luther, Paris, Aubier, 1994 (direction).
- Duns Scot, la rigueur de la charité, Paris, Cerf, 1998.
- Être et représentation : une généalogie de la métaphysique moderne à l'époque de Duns Scot, Paris, PUF, coll. « Épiméthée », 1999.
- Sur la science divine, Paris, PUF, coll. « Épiméthée », 2002 (en collaboration avec J.-C. Bardout).
- Le contemplateur et les idées, Paris, Vrin, 2002 (en collaboration avec J.-L. Solère et J. Schmutz).
- Dictionnaire du Moyen Âge, Paris, PUF, 2002 (en collaboration avec C. Gauvard, A. de Libera, M. Zink).
- « Le besoin de métaphysique », dans J.-L. Solère et Z. Kaluza (éd.), La servante et la consolatrice : la philosophie dans ses rapports avec la théologie au Moyen Âge, Paris, Vrin, 2002
- Les études philosophiques (1) : « Duns Scot au XVIIe siècle. I. L'objet et sa métaphysique, 2002 (direction).
- Les études philosophiques (2) : « Duns Scot au XVIIe siècle. II. La cohérence des subtils, 2002 (direction).
- Généalogies du sujet : de Saint Anselme à Malebranche, Paris, Vrin, 2007.
- Au-delà de l'image, Paris, Seuil, 2008

grand prix de philosophie de l'Académie française en 2008
- Philosophie et théologie. Anthologie. Tome 2, le Moyen Âge, Paris, le Cerf, 2009. (direction d’ouvrage et rédaction d’une douzaine de chapitres).
- Paul Vignaux, citoyen et philosophe (1904-1987), suivi de Paul Vignaux, « La philosophie franciscaine » et autres documents inédits, Turnhout, Brepols, 2013 (en collaboration avec J.-R. Armogathe).
- Métaphysiques rebelles : genèse et structures d'une science au Moyen Âge, Paris, PUF, 2013.
- Lire le Principe d’individuation de Duns Scot, Paris, Vrin, 2014.
- Généalogie de la liberté, Paris, Le Seuil, coll. L'ordre philosophique, 2021[4].
- Saint Paul et la philosophie Une introduction à l'essence du christianisme, Paris, PUF, coll. Chaire Étienne Gilson, 2022.
- Le désir de vérité. Vie et destin de la théologie comme science d'Aristote à Galilée Paris, PUF, coll. Épiméthée, 2022.

## Articles
- La double destruction : analogie et univocité selon Duns Scot, Les Études philosophiques : L'analogie, 1989.
- Le sens des proportions selon Cajetan (à propos de Cajétan: De l'analogie des noms).
- Le singulier et les limites de la phénoménologie, à propos de P. Alféri, Guillaume d'Ockham. Le singulier, Critique, 509 (octobre 1989).
- Analogie, Causa sui, dans l'Encyclopédie philosophique. II Les concepts, Presses universitaires de France, Paris.
- Être, luire et concevoir. Notes sur la genèse et la structure de la conception scotiste de l'esse objective, Collectanea Franciscana, 60/1-2 (1990).
- Genèse de la théorie scotiste de l'individuation, in Le Problème de l'individuation (études réunies par P.-N. Mayaud), Paris, Vrin, 1991.
- Préface, Bonaventure, Les six jours de la création, Paris, 1991.
- Réelles intentions : nature commune et universaux selon Duns Scot, Revue de Métaphysique et de Morale (1992).
- Un Moyen Âge sans censure ? Critique (553) décembre 1991.
- Métaphysique: le tournant? Les Études philosophiques, no 4/ 1992.
- Une question inédite sur l'univocité, transcription et notes sur le Ms. Vat. Lat. 4871, Archives d'Histoire doctrinale et littéraire du Moyen Âge, 60 (1993).
- L'histoire, le corps, l'architecte. L'exégèse médiévale et l'herméneutique, Comprendre et interpréter, éd. J. Greisch, Beauchesne, Paris, 1993.
- Puissance neutre et puissance obédientielle, De l'homme à Dieu selon Duns Scot et Cajetan, Rationalisme analogique et humanisme théologique, La culture de Thomas de Vio Il Gaetano, Actes du colloque : Cajetan et la philosophie, Naples, 1993.
- Duns Scot et la métaphysique, Revue de l'Institut catholique de Paris, Jean Duns Scot (1265-1308), no 49, janvier-mars 1994.
- Un siècle d'interprétations de Duns Scot, Saint Thomas au XXe siècle, Toulouse, 1994.
- Quand la réponse précède la demande, La dialectique paradoxale de la prière chrétienne, Revue de l'histoire des religions 211 (1994).
- Quand commence l'ontothéologie ? Aristote, Thomas d'Aquin et Duns Scot, Revue thomiste 95 (1995).
- Les deux fins de l'homme, L'impossible anthropologie et le repli de la théologie, Les Études philosophiques no 2/1995.
- La concorde et la métamorphose, Transcendance et convertibilité des transcendantaux chez Pic de la Mirandole, Fine follie, Études sur les transcendantaux à la Renaissance, sous la dir. de B. Pinchard, Paris, 1995.
- La dignité de l'image, Ou: l'humanisme est-il métaphysique? La dignité de l'homme, Actes du colloque tenu à la Sorbonne-Paris IV en novembre 1992, Paris, 1995.
- La base et le sommet : la noblesse de la volonté selon Duns Scot, Les philosophies morales et politiques au Moyen Âge, Moral and political philosophies in the middle ages, Actes du IXe Congrès international de philosophie médiévale (ed. B.C. Bazan, E. Andujar, L.G. Sbrocchi), New York, Ottawa, Toronto, III, 1995.
- La présence chez Duns Scot, Via Scoti, Methodologica ad mentem Joannis Duns Scoti, Atti del Congreso Scotistico Internazionale, Rome, 9-11 mars 1993, ed. L. Sileo, Rome, 1995.
- John Duns Scotus, Lexicon Grammaticorum, Who ‘s who in the history of world linguistics, ed. H. Stammerjohann, Tübingen, 1996.
- Duns Scot, théoricien de l’analogie de l’être, John Duns Scotus, Metaphysics and Ethics, ed. L. Honnefelder, R. Wood, M. Dreyer, Leiden, New York, Cologne, 1996.
- Représentation et noms divins selon Duns Scot, Documenti e Studi sulla tradizione filosofica medievale 6 (1995).
- Vouloir, vœu et noblesse de la volonté selon Olieu, Cahiers du centre de recherches historiques 16 (avril 1996).
- Heidegger lecteur de Duns Scot, Entre catégories et signification, Phénoménologie et logique, dir. J.-F. Courtine, Paris, 1996.
- Création, contingence et singularité, De Thomas d’Aquin à Duns Scot, Création et événement, Autour de Jean Ladrière, Louvain-Paris, 1996.
- L’empire ébranlé, L’Église, gardienne de la culture, L’Esprit des lettres, Histoire de la littérature chrétienne, Paris, 1996.
- Christianisme ou morale ?, Dictionnaire d’éthique et de philosophie morale, dir. M. Canto-Sperber, Paris PUF, 1997.
- La création, l’art et l’original, Implications esthétiques de la théologie médiévale, Communications 64 (1997).
- Amour, Dictionnaire encyclopédique du Moyen Âge (sous la dir. d’A. Vauchez), Cambridge, Paris, Rome, 1997.
- Du lieu cosmique à l'espace continu? La représentation de l'espace selon Duns Scot et les condamnations de 1277, Miscellanea Mediaevalia, 25, Raum und Raumvorstellung im Mittelalter, ed. J.A. Aertsen, A. Speer, Berlin, New York, 1998.
- Analogie, Dieu (Théologie médiévale), Duns Scot, Nature, Puissance divine, Surnaturel, Dictionnaire critique de théologie, PUF, Paris, 1998.
- Preuve de Dieu et structure de la métaphysique selon Duns Scot, Jean Duns Scot et la métaphysique classique (Clermont-Ferrand, 20 mars 1996), sous la dir. de G. Sondag, Revue des sciences philosophiques et théologiques, Paris, 83 (janvier 1999).
- Une métaphysique nominaliste est-elle possible? Le cas d'Occam, Le réalisme des universaux, Cahiers de Philosophie de l'université de Caen, 38-39 (2002) p. 187-228. (Paru en 2003).
- Un et un font un. Sexes, différence et union sexuelle au Moyen Âge, à partir des Commentaires des Sentences, « Ils seront deux en une seule chair », Scénographie du couple humain dans le texte occidental, sous la direction de Pierre Legendre, E. van Balberghe, Bruxelles, 2004.
- « Au-delà de la physique ? », O. Boulnois, E. Karger, J.-L. Solère, G. Sondag, Duns Scot à Paris, 1302-2002, Actes du colloque de Paris, 2-4 septembre 2002, Brepols, Textes et Études du Moyen Âge, 26, 2004.
- « Dieu : raison ou religion ? », Critique, N° spécial, « Dieu », janvier-février 2006, Paris.
- « Augustin et les théories de l’image au Moyen Âge », Lire les Pères au Moyen Âge, Revue des Sciences philosophiques et théologiques, 91 (2007).
- « La liberté fautive. La question de l’origine du mal, d’Augustin à Duns Scot », Le péché originel, sous la dir. de M. Mazoyer, Disputatio I, Paris.
- « Sans qualités. Le moi pauvre selon Augustin, Bernard, Eckhart», in Ch. Erismann, A. Schniewind (éds), Compléments de substance, Études sur les propriétés accidentelles offertes à Alain de Libera, Vrin, Paris, 2008.
- « Le moi et Dieu selon Eckhart », L’individualisation de la relation religieuse, Théologiques, vol.16, no 2 (2008).
- « L’universel et le singulier », Actes du séminaire national Enseigner la philosophie, faire de la philosophie, 24 et 25 mars 2009, Ministère de l’éducation nationale.
- « La philosophie analytique et la métaphysique selon Duns Scot », Quaestio 8, Turnhout, Bari, 2009.
- « Duns Scot, philosophe et théologien », in P. Bermon, O. Boulnois, M. Geoffroy, etc., Lumières médiévales, Saint Bernard, Averroès, Saint Thomas d’Aquin, Duns Scot, Paris, Collège des Bernardins, Parole et Silence — Lethielleux, 2010.
- « La métaphysique selon saint Thomas d’Aquin. Lecture du Prologue de son commentaire d’Aristote », Saint Thomas d’Aquin, (sous la dir. de T.-D. Humbrecht), Paris, Le Cerf, 2010.
- « La naissance de la théologie », Histoire générale du christianisme, I, (dir. J.-R. Armogathe, P. Montaubin, M.-Y. Perrin), Paris, Presses Universitaires de France, 2010.
- « La ressemblance invisible : une nouvelle cristallisation du savoir », Histoire générale du christianisme, I, (dir. J.-R. Armogathe, P. Montaubin, M.-Y. Perrin), Paris, Presses Universitaires de France, 2010.
- « Un autre concept de Dieu, ou la fin de la théodicée » : Jean-Pierre Batut, Pantocrator, Dieu le Père tout-puissant dans la théologie pré-nicéenne, Institut d’Études Augustiniennes, Paris, 2009, 581p, Critique 761 (octobre 2010).
- « Sive domiat sive vigilet. Le sommeil du juste et l’activité du sage, selon Albert le Grand, Boèce de Dacie et Maître Eckhart », Philosophy and Theology in the long Middle Âges : À Tribute to Stephen Brown, ed. K. Emery Jr, R.L. Friedmann, A. Speer, M. Mauriège, Brill, Leiden, Boston, 2011.
- « Duns Scot, philosophe et théologien », Błogosławiony Jan Duns Szkot, 1308-2008, Katolicki Uniwersytet Lubelski Jana Pawla II, 8-10 kwietnia 2008, ed. E. Z. Sielinski, R. Majeran, Wydanictwo KUL, Lublin, 2010.
- « Enseigner par l’image » et « L’image sainte », in L. Manaranche (dir.), Structures et dynamiques religieuses, Occident latin 1179-1449, Atlande, Histoire Médiévale, Neuilly, 2011.
- « Libertas indifferentiae. Figures de la liberté d’indifférence au Moyen Age », Mots médiévaux offerts à R. Imbach, éd. A. Atucha, D. Calma, C. König-Pralong, I. Zavattero, Fédération Internationale des Instituts d’Études Médiévales, Porto, 2011.
- « La théologie à l’époque de Nicolas de Lyre », Nicolas de Lyre, Franciscain du XIVe siècle, Exégète et Théologien, (sous la did. de G. Dahan), Institut d’Études Augustiniennes, Paris, 2011.
- « Qu’est-ce que la théologie symbolique ? » Lire le monde au Moyen Âge, Revue des sciences philosophiques et théologiques, 95 (2011/2).
- « Pourquoi la théologie ? » Actes du colloque international de la SIEPM, Universalità della ragione. Pluralità delle Filosofie nel medioevo, Palerme, 17-22 septembre 2007, ed. A. Musco, P. Palmeri, Palerme, 2012.
- « O que ha de novo na idade Média ? » [« Quoi de neuf ? Le Moyen Age »], Dicta & Contradicta, Rio de Janeiro, 8 (décembre 2011).
- « La vérité sans figure », Conférence no 35 (automne 2012), 2012.
- « Philosophia christiana. Une étape dans l’histoire de la rationalité théologique », Augustin, Philosophe et prédicateur, Hommage à Goulven Madec, Actes du colloque international organisé à Paris les 8 et 9 septembre 2011 (Institut d’Études Augustiniennes), Paris, 2012.
- « From divine omnipotence to operative power », Divus Thomas, Bologne, 115, 2 (2012).